# وضاح حلوم
وضاح حلوم (9 مارس 1963 -)، ممثل سوري. من مواليد مدينة اللاذقية حاصل على إجازة في الفنون المسرحية قسم التمثيل. وهو عضو في نقابة الفنانين في سوريا منذ العام 1987.

## أعماله[3][4]

### في المسـرح
بدور والأقزام السبعة - التوقيع أخوكم في الإنسانية -الزنزانة - عائلتي- مات 3 مرات - حكاية الأحلام -الوصية - حكاية الشتاء.

### في الإذاعــة
شخصيات روائية - ظواهر مدهشة - حكم العدالة - بقية الطيب .

### في التلفزيون
- النمر المقنع
- أنشودة المطر
- حمام القيشاني
- كان ياما كان الجزء الثاني
- الخطوات الصعبة
- هجرة القلوب إلى القلوب
- نساء صغيرات
- شخصيات على الورق
- الإخوة
- نداء المتوسط
- قلعة الفخار
- دوار القمر
- المجهول
- عرسان آخر زمن
- حب على الانترنت
- تحولات
- أعيدوا صباحي
- مرايا
- نساجة ماري
- مواكب الإباء
- الواهمون
- أسير الانتقام
- اسأل روحك
- الانتظار
- يا مال الشام
- فرصة العمر
- الكندوش 2021
- نسمات ايلول

## وصلات خارجية
- وضاح حلوم على موقع الدهليز
- وضاح حلوم على موقع قاعدة بيانات الأفلام العربية